# 导弹快艇

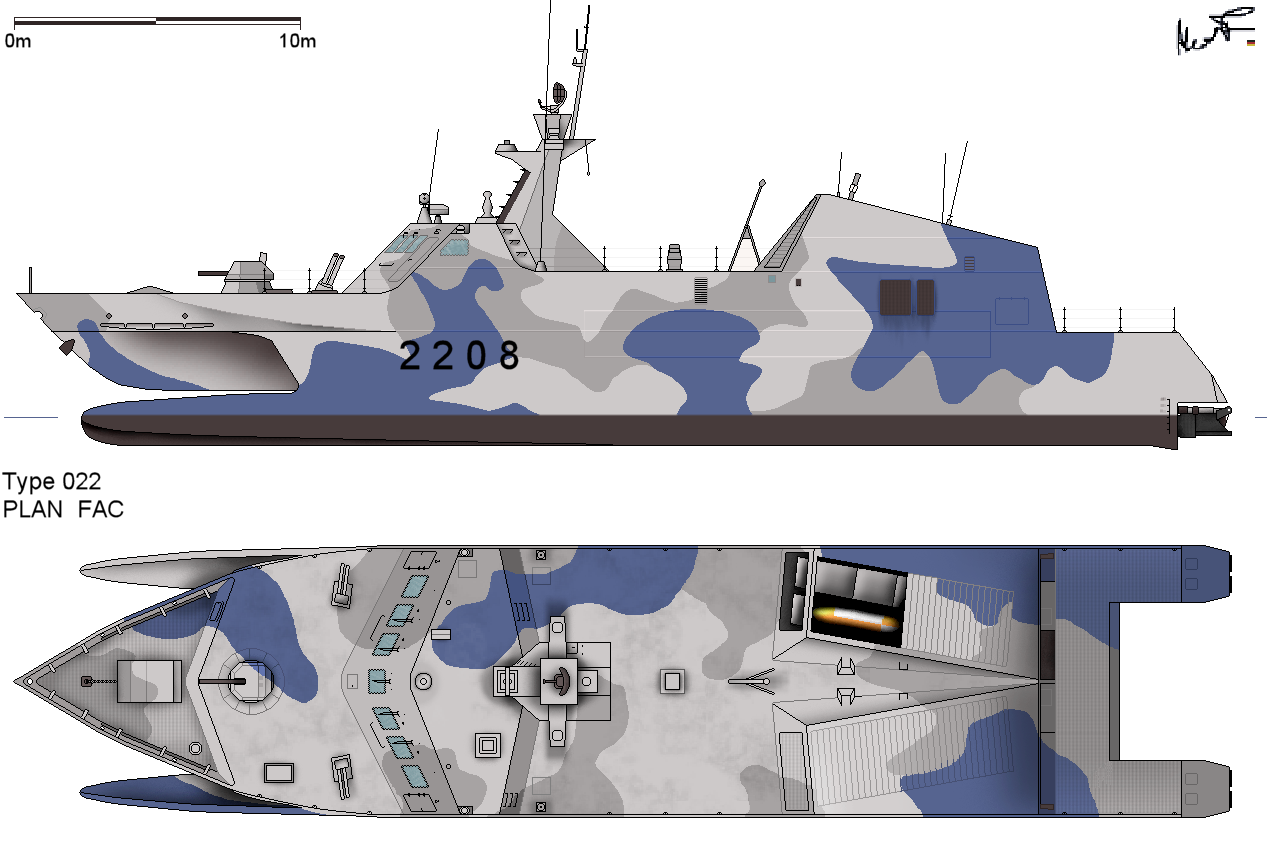
中國22型导弹艇

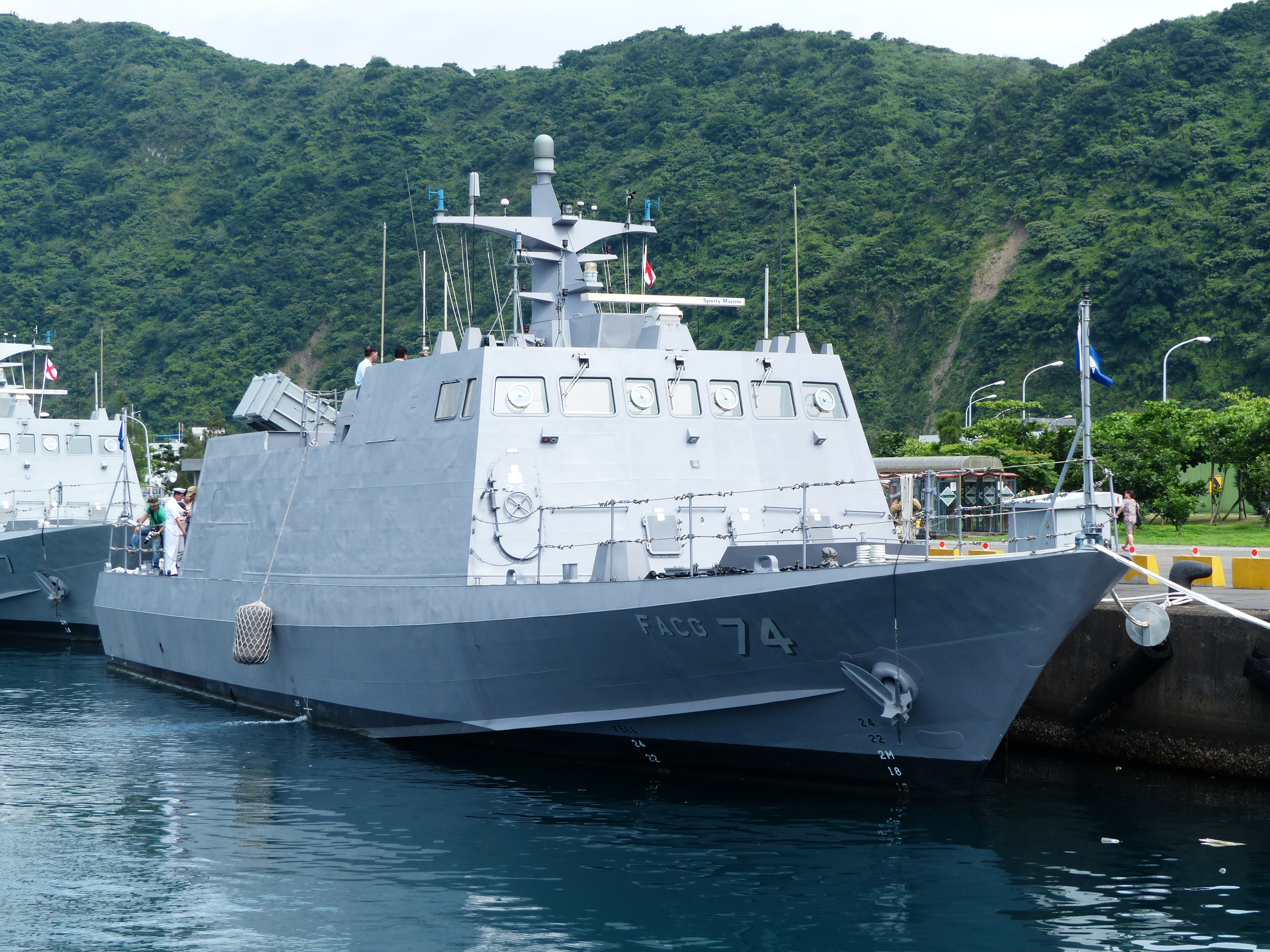
中華民國光華六號飛彈快艇

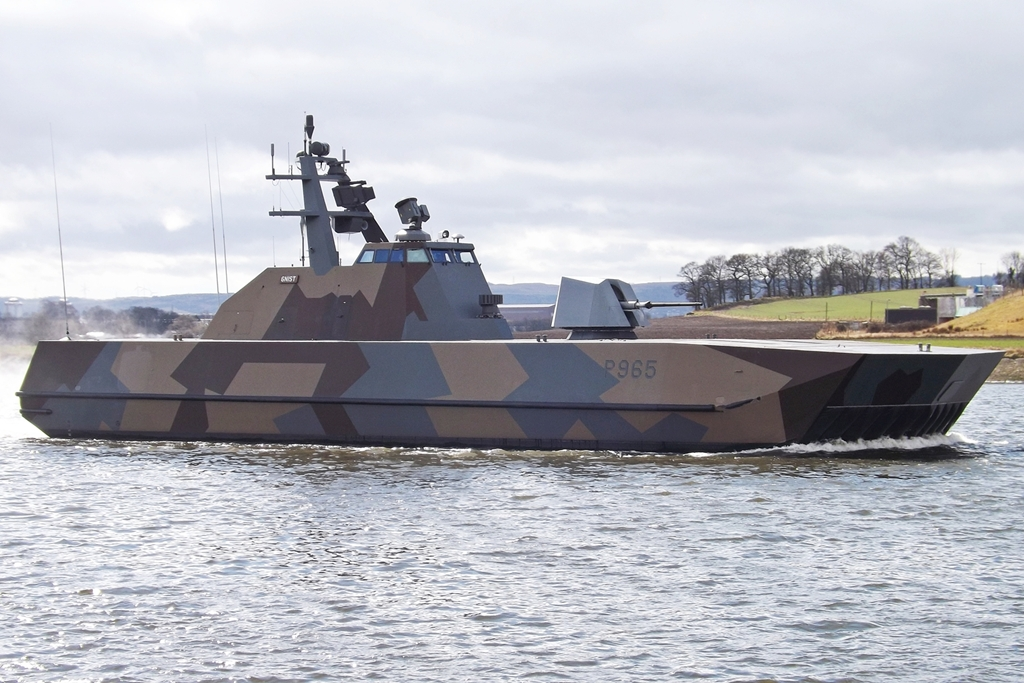
挪威的盾牌級导弹快艇

飛彈快艇是以反艦导弹为主要武器，用于近海作战的小型軍艦。除了執行攻击任務以外，也可担负巡逻、警戒、反潜、布雷等其他任务。這型艦艇誕生前，運用相同概念設計製造的艦艇為魚雷快艇，由於飛彈快艇的火力大過魚雷快艇，因此完全的取代了她的任務。
支持飛彈快艇的軍事準則認為藉由機動性與旺盛的火力可以有效制海，在19世紀之前，軍艦提供的火力源自於艦砲，而越大口徑的艦砲需要越大的船隻來搭載，這個趨勢最後演化成戰艦。並不是每個國家都有足夠的總和國力去建造、維護戰艦，因此設計師另闢途徑讓小型軍艦具有足以破壞大型軍艦的火力。這個準則在反艦飛彈與電子對抗技術有所斬獲後更深化設計師的信心，認為小型軍艦可以在攜帶強大火力的同時還能保護自己，在群集投入作戰時足以對大型軍艦造成可觀的威脅。
导弹快艇吨位小，航速高，机动灵活，排水量通常为数十吨至数百吨，航行速度30到40节，有的可达50节，续航能力500－3000海里。艇上装有反艦导弹2至8枚，有些快艇還加裝20至76毫米口徑舰炮，噸位較大的快艇還可能包含鱼雷、水雷、深水炸弹和舰对空导弹等。搭配的感測系統有搜索、探测、武器控制、通信导航、电子作戰等。

## 歷史
首先將飛彈快艇概念付諸實現的軍隊是蘇聯海軍，蘇聯最初的飛彈快艇是以138型魚雷快艇改造，稱為183R型飛彈快艇，她在1960年開始進入蘇聯海軍服役。蘇聯開發飛彈快艇的構想即是為了對抗擁有制海權的美軍艦隊入侵俄羅斯領海。蘇聯在研製出183R後，很快地研發出裝載更多反艦飛彈的205蚊子級飛彈快艇，這些飛彈快艇量產後即迅速的輸出給親蘇聯的新興國家，作為它們的重要戰力。
飛彈快艇第一次使用是在1963年10月20日，埃及海軍兩艘蘇聯提供的科馬級飛彈快艇以4枚冥河反艦飛彈擊沉以色列的艾略特號驅逐艦。自此以后飛彈快艇在局部战争中得到广泛运用，战果显赫，为越来越多的国家所重视。北約國家最初對這個趨勢作出回應的是由西德與法國合作開發的戰士級快速攻擊艇，以色列吸取了此一戰役的慘痛教訓，使用西德獵豹級魚雷快艇的設計改良出薩爾I型飛彈快艇，與其搭載的天使飛彈，並於1967年的贖罪日戰爭期間成功反擊埃及海軍的飛彈快艇艦隊。
近年低可偵測性技術開始大幅應用在艦艇上，新開發的飛彈快艇多數也開始採用斜角設計與吸收雷達波材料。由於飛彈快艇重視速度，因此不少開始採用雙體船、氣墊船、水翼船等高速船船體設計。
國際上的主流飛彈快艇，包含了中国22型导弹艇、中華民國海軍的光華六號飛彈快艇、挪威海軍的盾牌級飛彈快艇、蘇聯海軍的科馬級飛彈快艇、奧薩級飛彈快艇等等。

## 外部連結
- Saar